# غواصة يو بي-2
أس أم يو بي-2 غواصة ألمانية من الفئة يو بي 1 أو يو بوت تابع للبحرية الإمبراطورية (بالألمانية: Kaiserliche Marine)‏ خلال الحرب العالمية الأولى. أغرقت إحدى عشرة سفينة خلال مسيرتها الفنية وتم تفكيكها في ألمانيا عام 1920.

## التاريخ الملاحي
| تاريخ           | اسم                         | جنسية                                  | الحمولة | مصير |
| --------------- | --------------------------- | -------------------------------------- | ------- | ---- |
| يونيو 9, 1915   | بريتانيا                    | وصلة=\|حدود المملكة المتحدة            | 43      | غرقت |
| يونيو 9, 1915   | إدوارد                      | وصلة=\|حدود المملكة المتحدة            | 52      | غرقت |
| يونيو 9, 1915   | <i id="mwAX4">لاورستينا</i> | وصلة=\|حدود المملكة المتحدة            | 48      | غرقت |
| يونيو 9, 1915   | Quivive                     | وصلة=\|حدود المملكة المتحدة            | 50      | غرقت |
| يونيو 9, 1915   | <i id="mwAZQ">خير</i>       | وصلة=\|حدود المملكة المتحدة            | 45      | غرقت |
| يونيو 10, 1915  | <i id="mwAZ8">شجاع</i>      | وصلة=\|حدود المملكة المتحدة            | 59      | غرقت |
| أغسطس 23, 1915  | ميورا                       | وصلة=\|حدود البحرية الملكية البريطانية | 257     | غرقت |
| سبتمبر 7, 1915  | كونستانس                    | وصلة=\|حدود المملكة المتحدة            | 57      | غرقت |
| سبتمبر 7, 1915  | ايمانويل                    | وصلة=\|حدود المملكة المتحدة            | 44      | غرقت |
| سبتمبر 10, 1915 | بوي إرني                    | وصلة=\|حدود المملكة المتحدة            | 47      | غرقت |
| فبراير 26, 1916 | أربوني                      | وصلة=\|حدود المملكة المتحدة            | 672     | غرقت |
|                 |                             | مجموع:                                 | 1374    |      |

## قراءات متعمقة
- Fürbringer, Werner (1933). Alarm! Tauchen!!: U-Boot in Kampf und Sturm (بالألمانية). Berlin: دار النشر أولستاين. OCLC:10802838.